# Graham Gunn
Hon. Graham McDonald Gunn, AM (* 5. September 1942 in Mount Cooper, South Australia) ist ein australischer Politiker der Liberal and Country League (LCL) sowie später der Liberal Party, der von 1970 bis 2010 Mitglied sowie zwischen 1994 und 1997 Sprecher des South Australian House of Assembly war. Als dienstältestes Mitglied des Parlaments von South Australia führte er zwischen 1993 und 2010 den Ehrentitel „Father of the House“.

## Leben

### Mitglied desSouth Australian House of Assemblyund „Father of the House“
Graham McDonald Gunn war nach dem Besuch des Scotch College in Adelaide als Farmer und Viehzüchter tätig und engagierte sich als Mitglied vieler Sport-, Landwirtschafts- und Dienstleistungsgruppen. Er wurde 1965 Mitglied der Liberal and Country League (LCL) und war zwischen 1966 und 1970 Mitglied des Streaky Bay District Council.
Am 30. Mai 1970 wurde Gunn für die LCL als Nachfolger seines Parteifreundes Ernie Edwards im Wahlkreis Eyre erstmals zum Mitglied des South Australian House of Assembly gewählt, des Unterhauses des Parlaments von South Australia, und vertrat diesen Wahlkreis bis zu dessen Auflösung am 10. Oktober 1997, wobei er seit dem 22. Juli 1974 der aus der Liberal and Country League hervorgegangenen Liberal Party angehörte. Während seiner Parlamentszugehörigkeit war er unter anderem zwischen dem 6. Oktober 1977 und dem 10. Oktober 1979 Mitglied des Ausschusses für öffentliche Finanzen.
Nach der Wahl am 15. September 1979 wurde er als Nachfolger von Gavin Keneally von der Australian Labor Party (ALP) auf der konstituierenden Sitzung am 11. Oktober 1979 als Deputy Speaker and Chairman of Committees zum stellvertretenden Sprecher und Vorsitzenden der Ausschüsse der Legislativversammlung gewählt und damit zum Stellvertreter von Sprecher Bruce Eastick und bekleidete diese Funktionen bis zu seiner Ablösung durch den ALP-Politiker Max Brown am 7. Dezember 1982. Er war später vom 12. Februar 1992 bis zum 9. Februar 1994 Mitglied des Prüfungsausschusses für Gesetzgebung und führte nach dem Ausscheiden von Stan Evans aus dem House of Assembly am 10. Dezember 1993 als dienstältestes Mitglied des Parlaments den Ehrentitel „Father of the House“, der wiederum nach seinem Ausscheiden aus der Legislativversammlung am 19. März 2010 von Rob Lucas übernommen wurde.

### Sprecher desSouth Australian House of Assembly
Nach der Wahl am 11. Dezember 1993 wurde Graham Gunn auf der konstituierenden Sitzung am 11. Februar 1994 als Speaker zum Sprecher des House of Assembly gewählt und trat damit die Nachfolge von Norm Peterson an. Er bekleidete das Amt des Parlamentspräsidenten bis zum 2. Dezember 1997, woraufhin sein Parteifreund John Oswald neuer Sprecher wurde.
Bei der Wahl am 11. Oktober 1997 wieder er im wieder geschaffenen Wahlkreis Stuart als Mitglied des House of Assembly wiedergewählt und vertrat diesen Wahlkreis bis zu seinem Verzicht auf eine erneute Kandidatur bei der Wahl am 20. März 2010, woraufhin sein Parteifreund Dan van Holst Pellekaan diesen Wahlkreis übernahm. Er war zwischen dem 2. Dezember 1997 und dem 15. Januar 2002 und erneut vom 7. Mai 2002 bis zum 7. April 2006 Mitglied des Ausschusses für Wirtschaft und Finanzen sowie zwischen dem 20. August 1998 und dem 15. Januar 2002 zugleich Mitglied des Gemeinsamen Parlamentsausschusses für Verkehrssicherheit. Am 4. Juni 1998 wurde ihm aufgrund einer mindestens dreijährigen Amtszeit als Sprecher der Legislativversammlung der Höflichkeitstitel The Honourable verliehen. Für seine Verdienste wurde ihm am 1. Januar 2001 anlässlich des 100-jährigen Bestehens des Australischen Bundes die Centenary Medal verliehen. In den letzten Jahren seiner Parlamentszugehörigkeit war er vom 7. Mai 2002 und dem 26. April 2006 sowie erneut zwischen dem 27. April 2007 und dem 20. März 2010 Mitglied des Geschäftsordnungsausschusses sowie zuletzt in der 51. Legislaturperiode vom 17. April 2006 bis zum 20. März 2010 auch noch Mitglied des Ausschusses für natürliche Ressourcen.
Für seine Verdienste im Parlament und die Gemeinschaft von Südaustralien wurde er im Zuge des Australia Day am 26. Januar 2011 zum Mitglied (Member) des Order of Australia (AM) ernannt.

## Hintergrundliteratur
- Parliament of South Australia: Statistical Record of the Legislature 1836–2007 (Memento vom 11. März 2019 im Internet Archive)
- Robert Martin: Responsible Government in South Australia, Band 2, Wakefield Press, 2009, ISBN 978-1-86254-844-2, S. 83 f. (Onlineversion (Auszug))

## Weblink
- Hon Graham Gunn AM. In: Parlament von South Australia. Abgerufen am 2. April 2024 (englisch).